# Шуман (село)
Шуман — село в Высокогорском районе Татарстана. Входит в состав Берёзкинского сельского поселения.

## География
Находится в северо-западной части Татарстана на расстоянии приблизительно 19 км на север по прямой от районного центра поселка Высокая Гора у речки Шуманка.

## История
Известно с 1565—1567 годов как деревня служилых и крещёных татар Шумани, к середине XVII века обезлюдела и перешла в собственность русских помещиков. В начале XX века уже имелась школа. Первоначальным населением деревни являлись ясачные чуваши, а после завоевания Казанского Ханства часть земель деревни была выделена в поместье служилым крещённым татарам. В писцовой Книге Казанского уезда 1602—1603 годов написано: « — Деревня Шуман за служилыми новокрещены в поместье вопче с ясачною чувашею…».

## Население
Постоянных жителей было: в 1782 году — 108 душ мужского пола, в 1859—412, в 1897—489, в 1908—567, в 1920—437, в 1926—505, в 1938—446, в 1949—266, в 1958—209, в 1970—178, в 1989—187, 190 в 2002 году (русские 69 %, татары 30 %), 19 в 2010.